# カラマンダマラム
カラマンダムラム（学名 : Diospyros hirsuta）は、カキノキ科の樹木であり、インド、スリランカに自生している。スリランカでは、Poruwamaraと呼ばれている。
中高木で、幼枝には錆色の軟毛が密生する。葉は、卵形、抜針形である。雌雄異花であり、雄花は群生するが、雌花は単生あるいは2つ着生する。果実は、大型で広卵形である。辺材は淡赤褐色で、心材は黒色である。材の比重は0.91である。材は、家具、器具柄、寄木などに利用される。